# Werner Meyer (Pädagoge)
Werner Meyer (* 19. September 1899 in Waldshut; † 1977 in Rüdesheim am Rhein) war ein deutscher Lehrer, Fachdidaktiker des Deutschunterrichts, Ministerialbeamter und Hochschulleiter.

## Leben
Nach dem Abitur in Barmen 1917 und einem Jahr Teilnahme am Ersten Weltkrieg studierte er in Freiburg (Br.), München und Heidelberg Deutsche Philologie, Geschichte und Philosophie bis zur Promotion bei Karl Jaspers 1927. Darauf wurde er Lehrer für Deutsch, Geschichte und Alte Sprachen an der Odenwaldschule, von 1934 bis 1939 zusammen mit Heinrich Sachs Leiter der nun so genannten „Gemeinschaft der Odenwaldschule“. Im Januar 1934 formulierte Meyer gegenüber dem Noch-Schuleigentümer Max Cassirer NS-affine „Vorschläge zur Einrichtung der Odenwaldschule als Landerziehungsheim im nationalsozialistischen Staat“. Seit 1937 NSDAP-Mitglied, 1939 in die Wehrmacht eingezogen, Referendariat in Gera. 22. März 1941–14. Oktober 1945 Schulleiter der Freien Schulgemeinde Wickersdorf, 1944 auch Ortsbürgermeister, und 1946 in Altenburg (Th.). 
1949 bis 1954 war er der Leiter der Lehrerbildungsanstalt in Alzey, dann ging er in das hessische Kultusministerium als Schulrat im Referat Lehrerbildung. Dort entwickelte er Konzepte zur weiteren Akademisierung der Lehrerausbildung durch höherwertige Hochschulen für Erziehung mit Promotionsrecht und mehr Selbstverwaltung. 1958 wurde er zum Direktor des Instituts für Lehrerfortbildung in der Reinhardswaldschule, 1957 zugleich ao. Professor für Deutsch und Geschichte am Pädagogischen Institut Jugenheim und 1958 ordentlicher Professor an der Universität Frankfurt am Main als Leiter der Lehrerfortbildung. 1961 wechselte er auf eine ordentliche Professur der Didaktik der deutschen Sprache und Literatur in Frankfurt. 1963/64 übernahm er als Präsident die Leitung der Hochschule für Erziehung Frankfurt am Main. 
Meyer hatte verschiedene Positionen in der GEW inne und war im Beirat des 1963 eingerichteten Instituts für Jugendbuchforschung, das Klaus Doderer leitete.

## Schriften
- Die philosophische Grundsituation [= Dissertation], Heidelberg 1927
- Der gefesselte Prometheus des Aischylos. Ins Deutsche übertragen von Werner Meyer, Linoleumschnitte von Igor v. Jakimow und Ulrich Kroeker, Waldkauzdruckerei der Odenwaldschule, Heppenheim 1931
- Die philosophische Grundsituation: I. Die philosophische Frage; II. Das philosophische Leben; Vorbereitender Weg zu einer Auseinandersetzung mit der Philosophie Platons und Hegels, Odenwaldschule, Heppenheim 1932
- (Zusammen mit Heinrich Sachs): Gemeinschaft der Odenwaldschule. Bildbericht, Heppenheim, Gemeinschaft der Odenwaldschule e.V. (1938).
- Der Entwurf einer Hochschule für Erziehung, in: Die deutsche Schule, 1958, S. 227ff
- Mitverf.: Moderne Literatur in der Schule, 1967